# اسب جنگی
اسب جنگی (به انگلیسی: War Horse) نام فیلمی در ژانر درام جنگی به کارگردانی و تهیه‌کنندگی استیون اسپیلبرگ و نویسندگی لی هال و ریچارد کرتیس محصول سال ۲۰۱۱ است.
این فیلم در اسکار موفق به نامزدی در ۶ رشته از جمله بهترین فیلم شد. همچنین این فیلم نامزد ۲ جایزه گلدن گلوب و ۵ جایزه بفتا شد.

## داستان
یک جوان وقتی اسب محبوبش به سواره نظام فروخته می‌شود تصمیم می‌گیرد به خدمت سربازی برود. او از انگلستان خارج شده و به اروپای در جنگ پا می‌گذارد.
دو سرباز دشمن یکی از انگلیس و دیگری از آلمان زیر آتش دو طرف می‌باشد که برای نجات جان یک اسب جان خود را به خطر می‌اندازند. نهایتاً پس از نجات اسب برای تصاحب اسب تنها با یک شیر یا خط غائله را پایان می‌دهند و هیچ درگیری فیزیکی بین آن دو رخ نمی‌دهد. با اینکه سرباز آلمانی شرط تصاحب اسب را کشتی گرفتن بین آن دو قرار می‌دهد اما سرباز انگلیسی شرط شیر یا خط را پیشنهاد می‌کند و نهایتاً مشکلشان مسالمت آمیز حل می‌شود و با دست دادن با یکدیگر به سران و دولت جنگ‌افروز خود پیغامی را می‌دهند.

## نقدها
امتیاز این فیلم در سایت راتن تومیتوس ۷۷ و در سایت متاکریتیک ۷۲ از ۱۰۰ می‌باشد.

## بازیگران
- جرمی ایروین در نقش آلبرت ناراکت
- امیلی واتسون در نقش رز ناراکت
- پیتر مولان در نقش تد ناراکت
- نیلز آرستراپ در نقش پدر بزرگ
- دیوید تیولیس در نقش لیونز
- تام هیدلستون در نقش کاپیتان جیمز نیکولز
- بندیکت کامبربچ در نقش سرگرد جیمی استوارت
- سلین بوکنز در نقش امیلی
- توبی کبل در نقش کالین، سربازی از ساوت شیلدز
- هنریک شونمن در نقش پیتر سرباز آلمانی از دوسلدورف
- پاتریک کندی در نقش ستوان چارلی واورلی
- لئونارد کارو در نقش سرباز مایکل شرودر
- داوید کروس در نقش سرباز گونتر شرودر
- مت میلن در نقش اندرو ایستون
- رابرت امس در نقش دیوید لیونز
- ادی مارسن در نقش گروهبان فرای
- نیکلاس برو در نقش سرباز فردریش هنگلمن
- رینر بوک در نقش براندت
- جف بل در نقش گروهبان سم پیکینز
- لیام کانینگهام در نقش دکتر ارتش
- جرالد مک‌سورلی در نقش برگزارکننده مزایده
- تونی پیتس در نقش گروهبان مارتین
- پیپ تورنس در نقش سرگرد تامپکینز
- فیلیپ نائون در نقش خریدار فرانسوی اسب
- جولین وادهام در نقش کاپیتان انگلیسی
- دیوید دنسیک در نقش افسر آلمانی مسئل کمپ
- ادوارد بنت در نقش کاورلی
- جانی هریس در نقش افسر پیاده‌نظام
- تام دین بورن در نقش امدادرسان
- ماکسیمیلیان بروکنر در نقش افسر آلمانی توپخانه
- مگی اولرنشاو در نقش همسایه ناراکت